# St Petersburg (Nouvelle-Zélande)
St Petersburg est une banlieue du nord-est de la cité d’Hamilton située dans l’Île du Nord de la Nouvelle-Zélande.

## Population
Lors du recensement de 2013 en Nouvelle-Zélande (en), la population était dans le zone de recensement (en) n° 0951707, qui était une partie du secteur de Sylvester et avait une population 822 habitants au sein de 240 foyers.
En 2018, ce meshblock fut scindé en quatre meshblocks différents et est maintenant une partie de Flagstaff South.
D’autres le décrive comme étant une partie de Flagstaff.
Une photo de 2012 montre ‘Petersburg Drive’ sans aucune maison.
Aux heures de pointes, en période scolaire, la banlieue est desservie par les bus n° 4N (en), qui a commencé à fonctionner le 18 janvier 2016 et a augmenté de fréquence en 2017.